# Floyd Mutrux
Floyd Mutrux (nascut el 21 de juny de 1941) és un director de cinema i d'escena, escriptor, productor i guionista estatunidenc.

## Carrera
Va començar el seu treball a Hollywood com a escriptor no acreditat per Two-Lane Blacktop (1971). La seva carrera va continuar amb The Christian Licorice Store (1971; escriptor/productor), Dusty and Sweets McGee (1971; escriptor, productor i director) i Freebie and the Bean (1974; història i productor executiu). Va escriure i dirigir Aloha, Bobby i Rose (1975) i Els cavallers de Hollywood (1980). Mutrux també va dirigir Rock and roll per sempre! (1978). El seu treball posterior inclou Dick Tracy (1990; productor executiu), American Me (1992; escriptor/productor executiu), Blood In Blood Out (1993; guió), Aquella és la meva noia (1994; escriptor/director) i Mulholland Falls (1996; història).
Mutrux va coescriure les produccions de teatre musical Million Dollar Quartet (2010), Baby It's You! (2009). i Heartbreak Hotel, que es va inaugurar al Broadway Playhouse de Chicago el 30 de juny de 2018 i va tancar el 9 de setembre de 2018. Ell i el coescriptor Colin Escott van ser nominats per al Premi Tony per Million Dollar Quartet.
En els últims vint-i-cinc anys, Mutrux ha escrit i venut més de cinquanta guions.

## Vida personal
Mutrux va estudiar a Nova York mentre treballava a Second City, Chicago, i més tard va assistir a la Universitat de Colúmbia.
Es va casar amb Penny Long, amb qui va tenir un fill, Ashley, però després es van divorciar. Ara està casat amb Brigitte Mutrux.